# Daniel Örlund
Daniel Kjell Valter Erik Örlund (ur. 23 czerwca 1980 w Sztokholmie) – szwedzki piłkarz występujący na pozycji bramkarza. Zawodnik IF Brommapojkarna.

## Kariera klubowa
Örlund treningi rozpoczął w wieku 6 lat w klubie Enskede. W 1996 roku przeszedł do juniorów ekipy Spårvägen, a w 1999 roku został włączony do jej pierwszej drużyny grającej w Division 1 Norra. W tym samym roku spadł z klubem do Division 2 Östra Svealand. W 2002 roku trafił do zespołu AIK Fotboll z Allsvenskan. W sezonie 2004 przebywał na wypożyczeniu w Café Opera United. W tym samym sezonie rozegrał 1 spotkanie dla ekipy AIK Fotboll, z którą spadł do Superettan. W 2005 roku Örlund awansował z klubem do Allsvenskan. W 2006 roku wywalczył z nim wicemistrzostwo Szwecji. W sezonie 2008 grał na wypożyczeniu w norweskim Fredrikstadzie. W Tippeligaen zadebiutował 24 sierpnia 2008 roku w zremisowanym 0:0 pojedynku z Hamarkameratene. Po zakończeniu sezonu 2008 wrócił do Solny. W 2009 roku zdobył z nią Puchar Szwecji.
W 2010 roku Örlund podpisał kontrakt z norweskim Rosenborgiem Trondheim z Tippeligaen. Pierwszy ligowy mecz w jego barwach zaliczył 14 marca 2010 roku przeciwko Molde (2:1). W 2010 roku zdobył z klubem mistrzostwo Norwegii. W 2015 roku grał w HJK Helsinki, a w 2016 został zawodnikiem IF Brommapojkarna.

## Kariera reprezentacyjna
W reprezentacji Szwecji Örlund zadebiutował 20 stycznia 2010 roku w wygranym 1:0 towarzyskim meczu z Omanem.